# 存在命題
存在命題（そんざいめいだい, 英:existential proposition）とは、一つの集合の中に、条件をつけたものがその集合の中に存在するかを主張する命題である。

## 解説
「〜（集合）の中に〜（条件）を満たすものが存在する。」、例えば、「黒ではないカラスが存在する」とは、存在命題である。ここでは、「カラス」という一つの集合の元全体の中に、「黒ではない」という条件をつけた場合の存在を主張している。現在ではアルビノのカラスが確認されているため、この命題は真である。